# Lac Habbaniyah
Le lac Habbaniyah est situé à mi-chemin entre Ramadi et Fallujah, près de la base aérienne d'Al-Taqaddum (TQ) à Al Habbaniyah dans la province d'Anbar, en Irak. 
Le lac reçoit des eaux de l'Euphrate, par l'intermédiaire d'un canal; le débit est régulé par le barrage de Ramadi.
À la fin des années 1930 et dans les années 1940, le lac Habbaniyah était utilisé par Imperial Airways comme un point de ravitaillement et un hôtel pour les hydravions allant du Royaume-Uni vers l'Inde. Non loin, sur les rives de l'Euphrate, avait déjà été établie la base aérienne de la Royal Air Force de la RAF Dhibban, rebaptisée plus tard RAF Habbaniya. [réf. nécessaire]
Ce lac fut notamment un théâtre d'opérations pendant la rébellion de Rashid Ali pendant la guerre anglo-irakienne (1941) lorsque la RAF et les troupes stationnées qui y étaient stationnées ont efficacement repoussé les troupes irakiennes assiégeantes et les attaques aériennes allemandes ultérieures. [réf. nécessaire]

## Voir également
- Al Taqaddum - TQ
- Lac Tharthar
- Barrage de Mossoul